# Parc Moynier

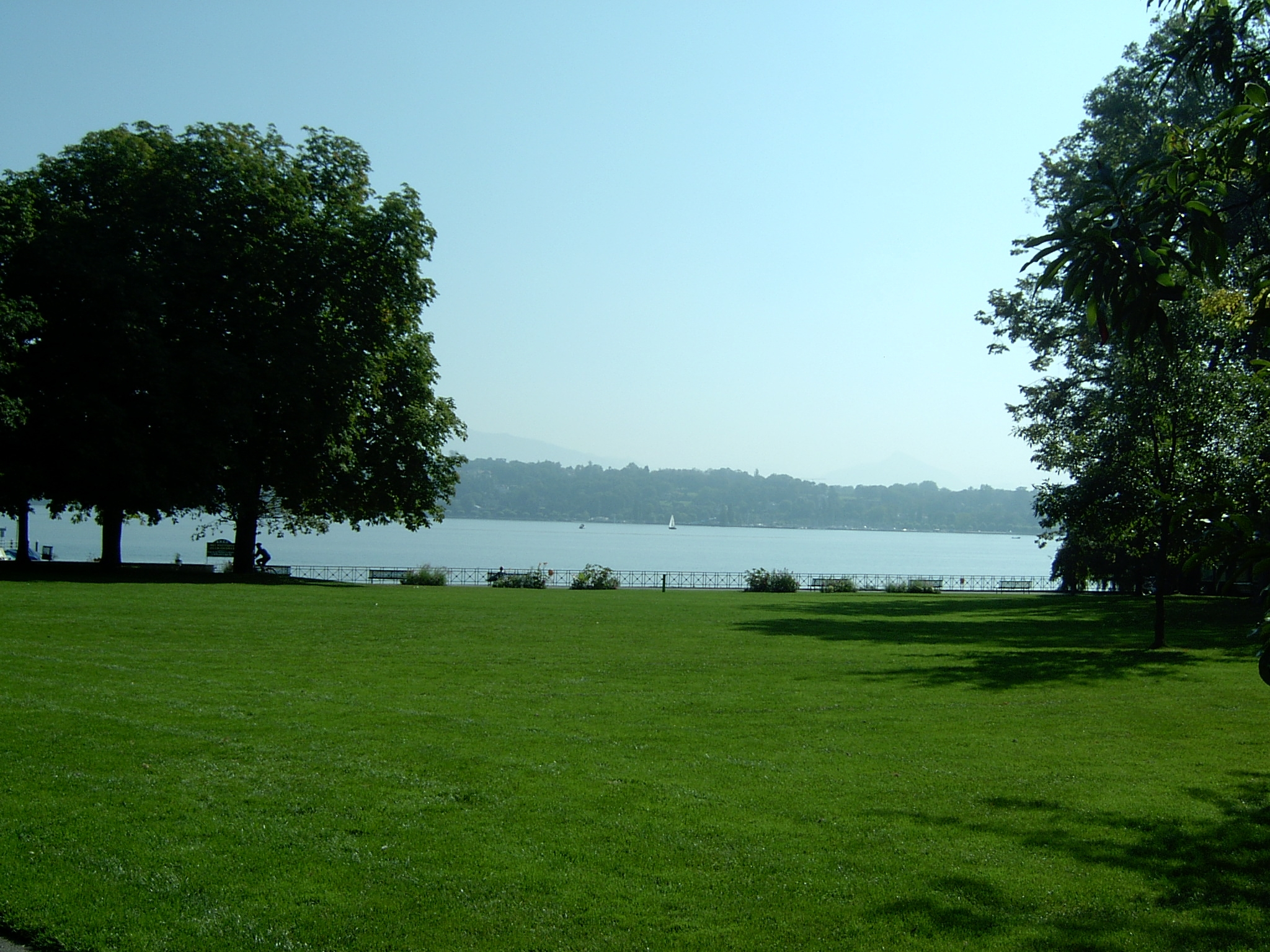
vue sur le Lac Léman

Le parc Moynier est un jardin public situé à Genève, en Suisse.

## Description
Il fait partie d'une suite de parcs contigus : Parc Mon Repos, Parc Moynier, Perle-du-Lac, Parc Barton, et Parc William Rappard, sur la rive droite du lac Léman, en prolongation du quartier des Pâquis.
D'une taille de 18 000 m2, le parc contient, en son centre, la villa construite en 1846 par Gustave Moynier, un des fondateurs de la Croix-Rouge. En 1926, la Société des Nations (SdN) achète la propriété afin d'y faire construire son siège. La ville de Genève procède alors à un échange de terrains avec la SdN qui obtient alors une partie du parc de l'Ariana sur lequel, elle construit son palais des nations. En 1929, la municipalité ouvre le parc Moynier au public
La villa Moynier est actuellement le siège de l’Académie de droit international humanitaire et de droits humains et le Master en règlement des différends, créés conjointement par l'Institut des hautes études internationales et l'Université de Genève. Auparavant, outre la SdN en 1926, la villa fut également le siège du Comité international de la Croix-Rouge (CICR) entre 1933 et 1946.